# Ray Conniff
Joseph Raymond Conniff (Attleboro, Massachusetts, 6 de noviembre de 1916-Escondido, California, 12 de octubre de 2002), más conocido como Ray Conniff, fue un destacado músico, director de orquesta, arreglista vocal e instrumental y trombonista estadounidense. Se caracterizó por emplear un coro acompañando a la orquesta que él formó. Su orquesta, junto a la de Percy Faith, está entre las mejor aceptadas y recibidas en Latinoamérica, por los arreglos musicales realizados a las canciones hispanoamericanas. Aunque no se destacó por tener una producción original, su estilo particular de interpretación de temas populares de otros artistas fue suficiente para ser aceptado por una gran audiencia.

## Biografía

### Educación musical
Conniff recibió educación musical de su padre, también trombonista, y de su madre, que era pianista. Debutó como trombonista en la big band de Bunny Berigan. También estuvo en las orquestas de Bing Crosby, Artie Shaw, Art Hodes y Glen Gray. Después de la Segunda Guerra Mundial trabajó con Harry James. En 1954 entró a formar parte como arreglista de la discográfica Columbia. 

### Carrera inicial
Después de servir en el ejército de los Estados Unidos en la Segunda Guerra Mundial (donde trabajó con Walter Schumann), se unió a la Big Band de Artie Shaw y escribió muchos arreglos para él. [1] Después de su paso con Shaw, fue contratado por Mitch Miller en 1954, entonces director de A&R en Columbia Records, como arreglista en casa, trabajando con varios artistas como Rosemary Clooney, Marty Robbins , Frankie Laine, Johnny Mathis, Guy Mitchell y Johnnie Ray. [1] Escribió un arreglo de los 10 mejores para "Band of Gold" de Don Cherry en 1955, un sencillo que vendió más de un millón de copias. [1] Entre los sencillos de éxito que acompañó con su orquesta (y eventualmente con un coro masculino) estaban "Yes tonight Josephine" y "Just walkin' in the rain" de Johnnie Ray; "Chances are" y "No me corresponde decirlo", de Johnny Mathis; "Un abrigo deportivo blanco" y "El árbol colgante" de Marty Robbins; "Moonlight Gambler" de Frankie Laine; "Up Above My Head", un dúo de Frankie Laine y Johnnie Ray; y "Tony" de Tony Bennett, "Blue Swing" de Eileen Rodgers, "Swingin' for two" de Don Cherry y la mitad de las pistas de The Big Beat de Johnnie Ray. En estos primeros años produjo discos con un sonido similar para el sello Epic de Columbia bajo el nombre de Jay Raye (que significaba "Joseph Raymond"), entre ellos un álbum de acompañamiento y sencillos con Somethin 'Smith and the Redheads, un grupo vocal masculino estadounidense.

### Debut conS' Wonderful(Es Maravilloso)
Su álbum debut, S' Wonderful (1956), en el que presentaba a su nueva formación, The Ray Conniff Orchestra and Singers, estuvo en los primeros 20 de las listas norteamericanas durante nueve meses. Sin embargo, fue en los años 1960 cuando comenzó su fama como arreglista y director de orquesta. A partir de entonces inició una fulgurante carrera que lo llevó a grabar más de cien álbumes y vender más de 70 millones de discos en todo el mundo.
Entre 1957 y 1968, Conniff tuvo 28 álbumes en el Top 40 estadounidense, siendo el más famoso Somewhere My Love (1966). [1] Encabezó la lista de álbumes en Gran Bretaña en 1969 con His Orchestra, His Chorus, His Singers, His Sound, [1] un álbum que se publicó originalmente para promocionar su gira europea (Alemania, Austria, Suiza) en 1969. Él También fue el primer artista popular estadounidense en grabar en Rusia, en 1974 grabó a Ray Conniff en Moscú con la ayuda de un coro local. [1] Sus álbumes posteriores como Exclusivamente Latino, Amor Amor y Latinisimohecho muy popular en los países de América Latina, más aún después de actuar en el Festival Internacional de la Canción de Viña del Mar. En Brasil y Chile en las décadas de 1980 y 1990, fue tratado como una joven superestrella del pop a pesar de tener setenta y ochenta años. Tocó en vivo con su orquesta y coro de ocho personas en grandes estadios de fútbol, así como en Viña del Mar.
Conniff comentó: "Una vez estaba grabando un álbum con Mitch Miller, teníamos una big band y un coro pequeño. Decidí que el coro cantara junto con la big band usando letras sin palabras. Las mujeres se doblaban con las trompetas y el los hombres se doblaban con los trombones. En la cabina, Mitch estaba totalmente sorprendido y emocionado de lo bien que funcionaba ". Debido al éxito de sus arreglos de acompañamiento y al nuevo sonido que creó Conniff, Miller le permitió hacer su propio disco, y este se convirtió en el exitoso Wonderful! , una colección de estándares que fueron grabados con una orquesta y un coro de canto sin palabras (cuatro hombres, cuatro mujeres). [1] Lanzó muchos más álbumes en la misma línea, incluido 's Marvelous (1957, álbum de oro), ' s Awful Nice (1958), Concierto en ritmo (1958, álbum de oro), Broadway en ritmo (1958), Hollywood en ritmo (1959), Concierto en ritmo , vol. II (1960), Say It With Music (1960), Memories Are Made of This (1960, álbum de oro) y Continental (1962). [1] Su segundo álbum fue Dance the Bop! (1957). Fue un experimento de uno de los altos directivos de Columbia para sacar provecho de un nuevo paso de baile, pero desde el principio, a Conniff no le gustó. Cuando se vendió mal, lo hizo retirar.

### Los cantantes de Ray Conniff
En 1959, Conniff fundó The Ray Conniff Singers (12 mujeres y 13 hombres, principalmente Ron Hicklin Singers) y lanzó el álbum It's the Talk of the Town. [1] Este grupo le trajo su mayor éxito: Somewhere My Love (1966). La letra de la canción que da título al álbum fue cantada con la música de " Lara's Theme " de la película Doctor Zhivago, y se convirtió en uno de los 10 mejores sencillos de Estados Unidos. [1]
El álbum alcanzó el top 20 de Estados Unidos y fue platino y Conniff ganó un Grammy. El sencillo y el álbum también alcanzaron posiciones altas en las listas internacionales (entre otros, Australia, Alemania, Gran Bretaña, Japón), mientras que el primero de los cuatro álbumes navideños de los Singers, Christmas with Conniff (1959) también tuvo éxito.
Casi 50 años después de su lanzamiento, en 2004, Conniff recibió póstumamente un álbum / CD de platino. Otros lanzamientos conocidos de los cantantes incluyeron el álbum hawaiano de Ray Conniff (1967), con la exitosa canción "Pearly Shells", y Bridge Over Troubled Water (1970), que incluyó la composición original de Conniff "Someone", y remakes de éxitos como "Todo lo que tengo que hacer es soñar", "Nunca me volveré a enamorar" y "Algo".
Lo más destacado musicalmente diferente en la carrera de Conniff son dos álbumes que produjo en cooperación con Billy Butterfield, un viejo amigo de los primeros días del swing. Conniff Meets Butterfield (1959) contó con la trompeta solista de Butterfield y un pequeño grupo de ritmo, y Just Kiddin 'Around (después de una composición original de Conniff de la década de 1940), lanzado en 1963, que incluía solos de trombón adicionales del propio Ray. Ambos álbumes son puro jazz ligero y no incluyeron voces.

### Años posteriores
Conniff grabó en Nueva York de 1955 a 1961, y principalmente en Los Ángeles de 1962 a 2000. Más tarde, en la década de 1960, produjo un promedio de dos álbumes instrumentales y uno vocal al año. [ cita requerida ]
En 1979, Conniff fue contratado para reorganizar y grabar una nueva versión de "Those Were The Days" y "Remembering You", los temas de apertura y cierre de All In The Family para el nuevo spin-off de Carroll O'Connor. Archie Bunker's Place en CBS con un pequeño conjunto, solo de trombón y piano honky-tonk. Conniff vendió alrededor de 70 millones de álbumes en todo el mundo y continuó grabando y actuando hasta su muerte en 2002.

### Arreglos vocales y musicales
Ray Conniff destacó sobre los demás directores de orquesta por los arreglos vocales para su coro y los musicales hechos para los variados ritmos de la música de otros artistas. Conniff grabó desde estándares de jazz de las grandes bandas de los años 1940 y 1950, hasta clásicos del pop de autores como Simon & Garfunkel, Burt Bacharach, The Beatles y The Carpenters, entre muchos otros. Aunque no se destacó por una producción original, su estilo particular fue suficiente para ser aceptado por una gran audiencia. De hecho, Ray Conniff y su orquesta es una de las mejores demostraciones de como un estilo particular, con un arreglo orquestal donde destacan ciertos instrumentos a niveles muchas veces elemental, sumado a un coro de aceptable calidad, puede tomar creaciones musicales de diferentes estilos y transformarlas en un modelo de negocio musical altamente rentable sin generar producciones originales. Si se popularizaba un tema musical, generalmente era tomado por Ray Conniff, quien le aplicaría su estilo singular con el objetivo de hacerse popular entre el público que le seguía. 
Popularizó el tema principal de la película Doctor Zhivago (1965), "Lara's Theme", una composición de Maurice Jarre que Conniff convirtió en todo un éxito pop con el título "Somewhere My Love", y por la que obtuvo un Grammy en 1966.

### Cambio de sello discográfico
En 1997, después de estar algo más de cuarenta años ligado personal y profesionalmente al sello Columbia Records, Ray Conniff firmó un nuevo contrato con PolyGram, multinacional con la que grabó tres álbumes: Ray Conniff Live in Rio, I Love Movies y el tributo a Frank Sinatra titulado My Way.

### Música Latina
Su afición por la música hispanoamericana lo llevó a incluir grandes clásicos considerados iconos como: "Bésame mucho", "La Bamba", "El día que me quieras", "Frenesí", "Aquellos ojos verdes", "Perfidia", "Brasil", "La Múcura", "Tico Tico, "El cóndor pasa" y "Caballo viejo", entre muchos otros. Por lo mismo, Conniff se hizo muy famoso en países hispanoamericanos como Chile o Argentina, gracias, en parte, a sus constantes participaciones en el Festival Internacional de la Canción de Viña del Mar. También grabó varios éxitos del famoso cantautor Camilo Sesto en los años 1980 y tocó en vivo con su orquesta y un coro de ocho personas en grandes estadios de fútbol como en Viña del Mar.

## Muerte
Ray Conniff falleció en Escondido, California, en 2002, a los 85 años de edad, como consecuencia de una caída y posterior golpe en la cabeza con el fregadero en el baño de su casa y fue enterrado en el Cementerio Westwood Village Memorial Park, en Los Ángeles, California. Su lápida lleva una partitura musical con las primeras cuatro notas de "Somewhere My Love". Conniff dejó a su esposa, Vera; una hija, Tamara Conniff; y tres nietos. Su hijo, Jimmy Conniff, falleció en 2015.

## Discografía
- "S' Wonderful" (1956)
- "Dance the Bop!" (1957)
- "S' Marvelous" (1957)
- "S' Awful Nice" (1958)
- "Concert in Rhythm, Vol.1" (1958)
- "Broadway in Rhythm" (1958)
- "Hollywood in Rhythm" (1958)
- "It's The Talk of the Town" (1959)
- "Conniff Meets Butterfield" (1959)
- "Christmas with Conniff" (1959)
- "Concert in Rhythm, Vol.2" (1959)
- "Young at Heart" (1960)
- "Say It with Music (A Touch of Latin)" (1960)
- "Memories Are Made of This" (1960)
- ‘The cockroache (Animals of the tomorrow)’ (1961)
- "Somebody Loves Me" (1961)
- "S' Continental" (1961)
- "So Much in Love" (1962)
- "Rhapsody in Rhythm" (1962)
- "We Wish You a Merry Christmas" (1962)
- "The Happy Beat" (1962)
- "You Make Me Feel So Young" (1963)
- "Speak to Me of Love" (1963)
- "Friendly Persuasion" (1964)
- "Invisible Tears" (1964)
- "Love Affair" (1965)
- "Music From 'Mary Poppins', 'The Sound of Music', 'My Fair Lady' & Other Great Movie Themes" (1965)
- "Here We Come A-Caroling" (1965)
- "Happiness Is" (1966)
- "Ray Conniff's World of Hits" (1966)
- "En Español" (1966)
- "This Is My Song" (1967)
- "Ray Conniff's Hawaiian Album" (1967)
- "It Must Be Him" (1967, gold álbum)
- "Honey" (1968, gold álbum)
- "Turn Around Look at Me" (1968)
- "I Love How You Love Me" (1969)
- "Live Europa Tournee 1969/Concert in Stereo" (1969)
- "Jean" (1969)
- "Concert In Stereo: Live At 'The Sahara Tahoe'" (1970)
- "Bridge Over Troubled Water" (1970)
- "We've Only Just Begun" (1970)
- "Love Story" (1970)
- "Great Contemporary Instrumental Hits" (1971)
- "I'd Like to Teach the World to Sing" (1971)
- "Love Theme from "The Godfather" (1972)
- "Alone Again (Naturally)" (1972)
- "I Can See Clearly Now" (1973)
- "Ray Conniff in Britain" (1973)
- "You Are the Sunshine of My Life" (1973)
- "European Hits" (1973)
- "Harmony" (1973)
- "The Way We Were" (1974)
- "The Happy Sound of Ray Conniff" (1974)
- "Ray Conniff In Moscow" (1974)
- "Plays The Carpenters" (1974)
- "Laughter in the Rain" (1975)
- "Another Somebody Done Somebody Wrong Song" (1975)
- "Love Will Keep Us Together" (1975)
- "I Write the Songs" (1976)
- "Live in Japan" (1976)
- "Send in the Clowns" (1976)
- "Theme from 'SWAT' and Other TV Themes" (1976)
- "After the Lovin'" (1977)
- "Éxitos Latinos" (1977)
- "Ray Conniff Plays the Bee Gees and Other Great Hits" (1978)
- "I Will Survive" (1979)
- "The Perfect '10' Classics" (1980)
- "Exclusivamente Latino" (1980)
- "Siempre Latino" (1981)
- "The Nashville Connection" (1982)
- "Musik für Millionen" (1982)
- "Amor Amor" (1982)
- "Fantástico" (1983)
- "Supersónico" (1984)
- "Campeones" (1985)
- "Say You Say Me" (1986)
- "30th Anniversary Edition" (1986)
- "Always in My Heart" (1987)
- "Interpreta 16 Éxitos De Manuel Alejandro" (1988)
- "Ray Conniff Plays Broadway" (1990)
- "S' Always Conniff" (1991)
- "Latinísimo" (1993)
- "40th Anniversary" (1995)
- "Live in Río (aka Mi Historia)" (1997)
- "I Love Movies" (1997)
- "My Way" (1998)
- "S' Country" (1999)
- "S' Christmas" (1999)
- "Do Ray Para O Rei" (2000).